# Salix pedicellaris
Salix pedicellaris är en videväxtart som beskrevs av Frederick Traugott Pursh. Salix pedicellaris ingår i släktet viden, och familjen videväxter. Inga underarter finns listade i Catalogue of Life.

## Bildgalleri

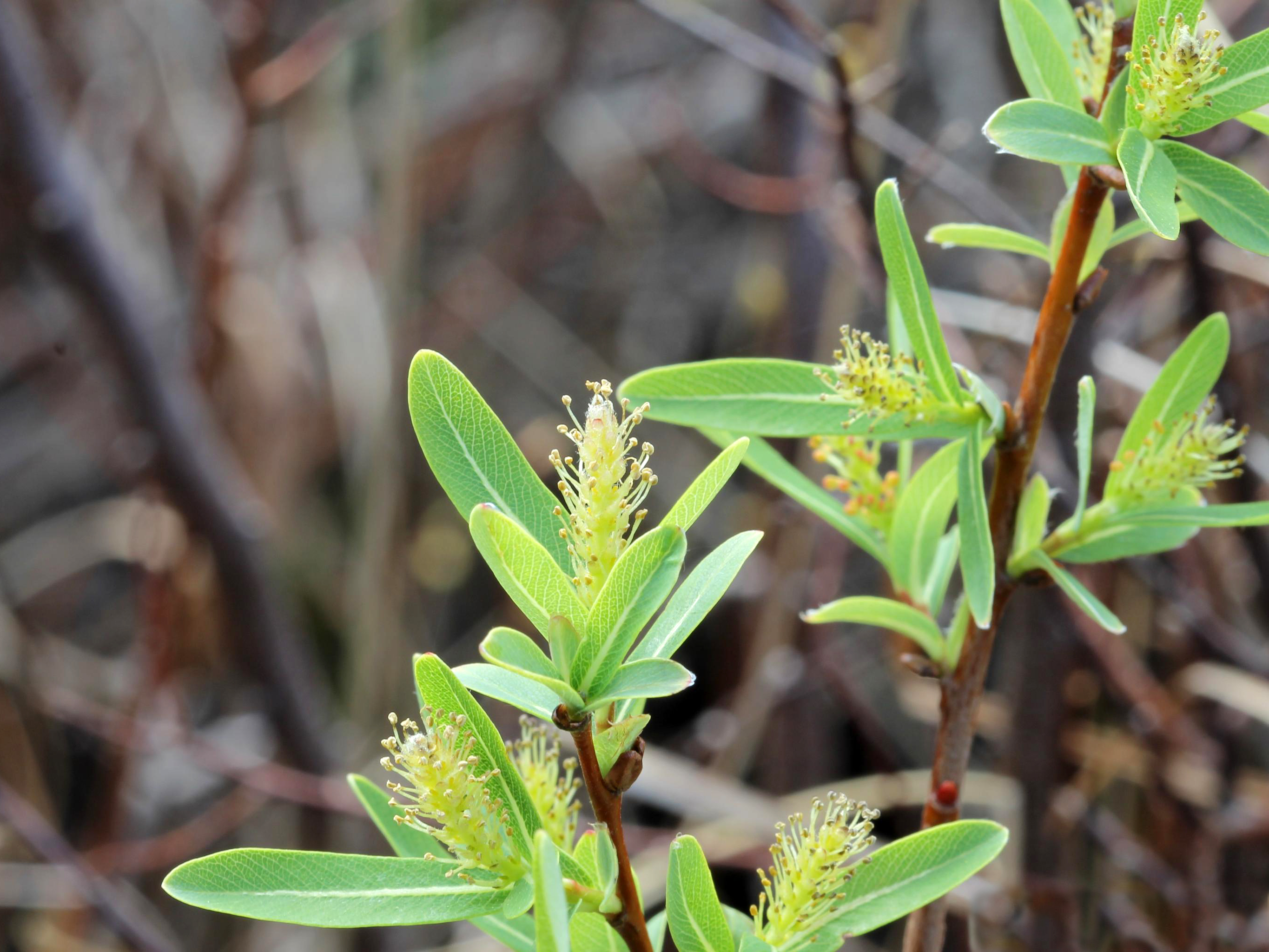
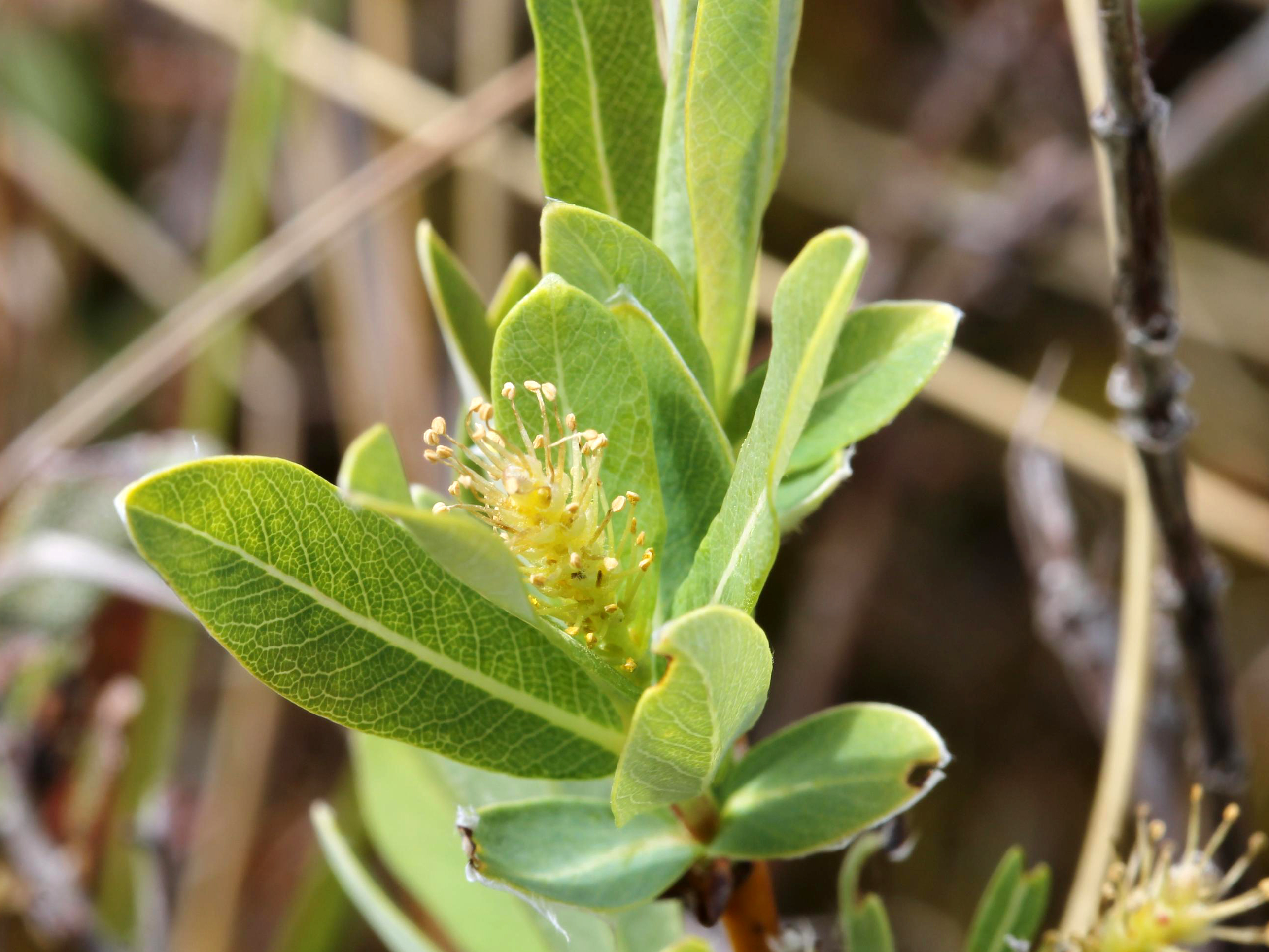
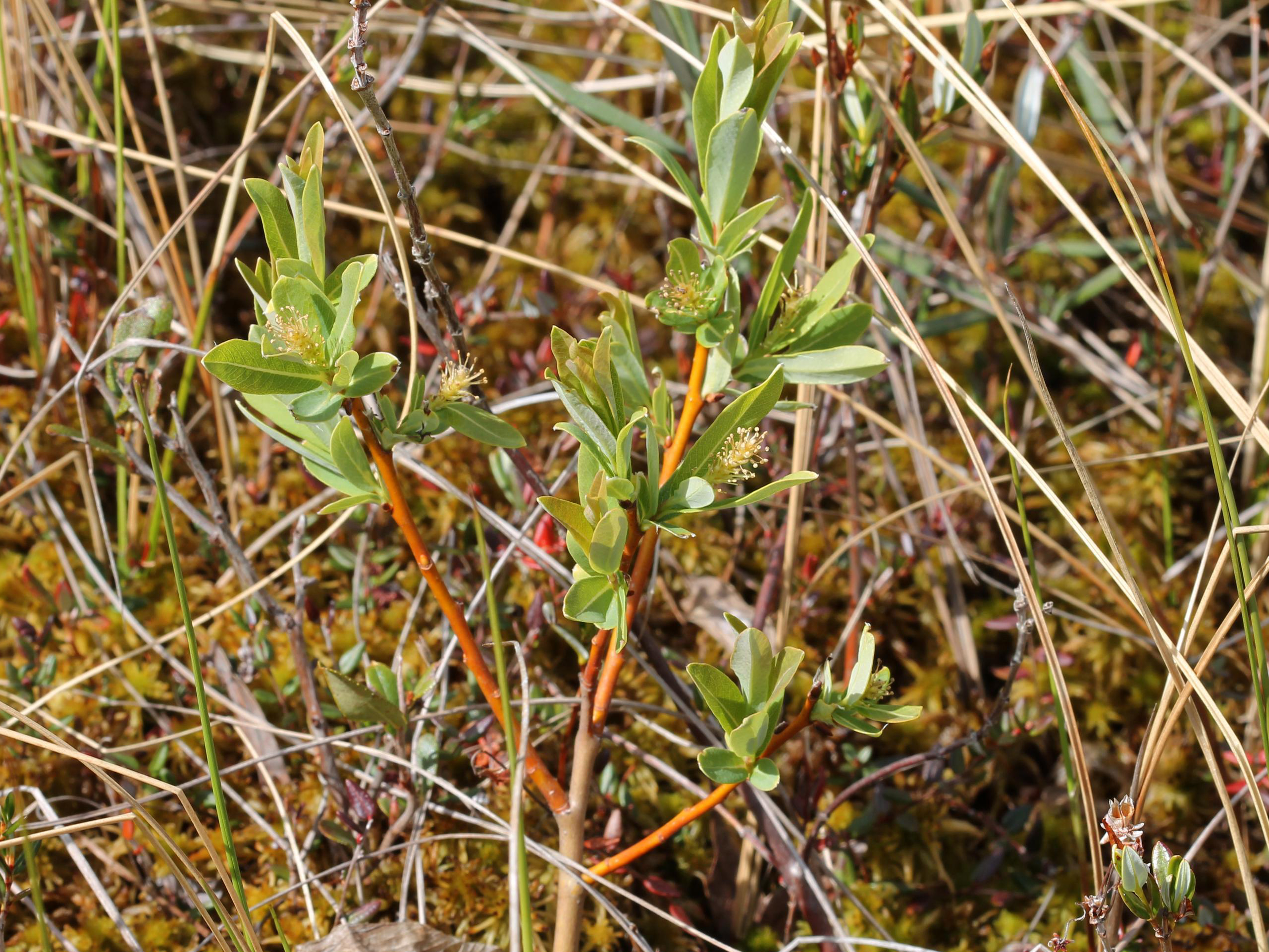
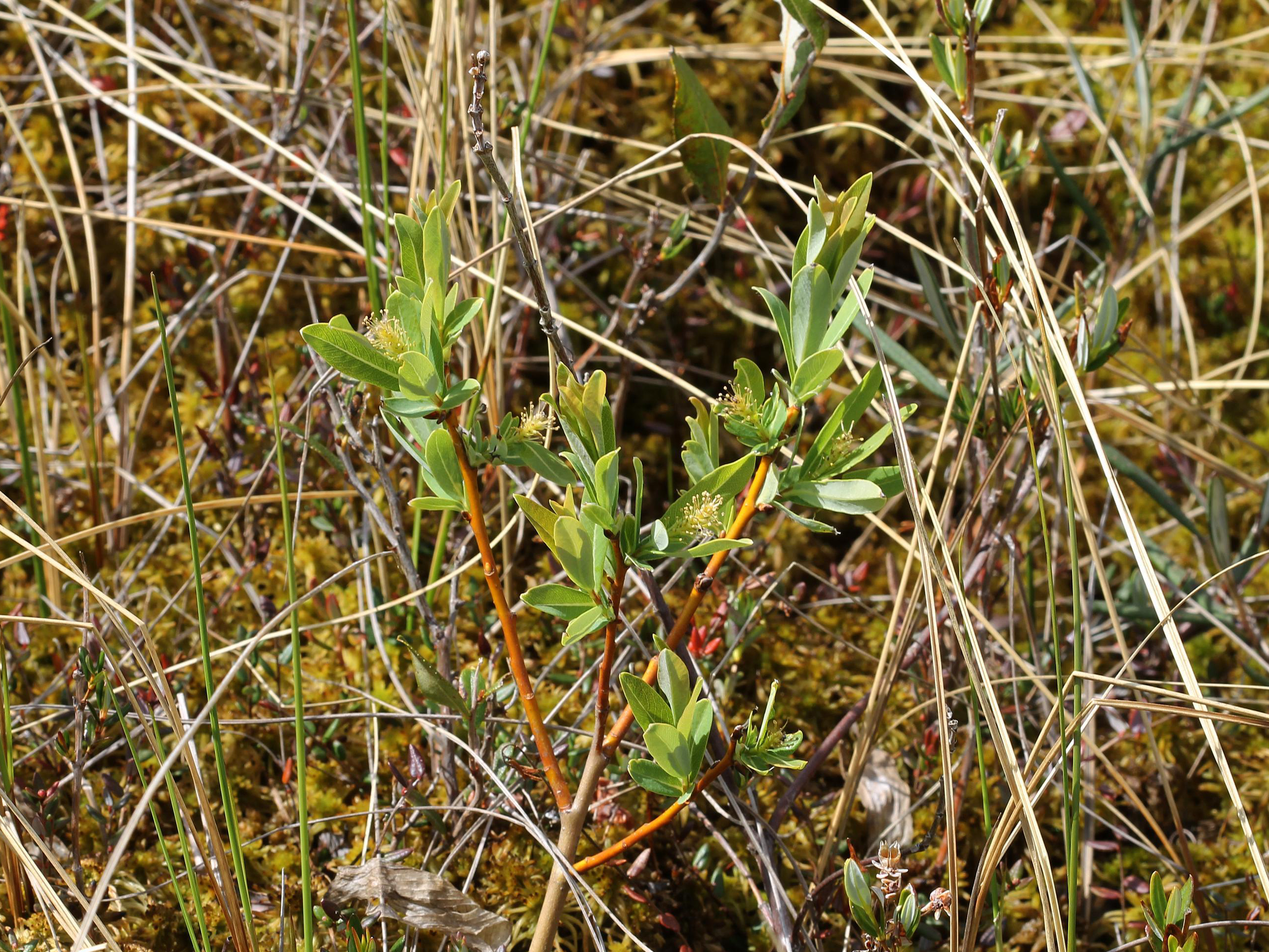
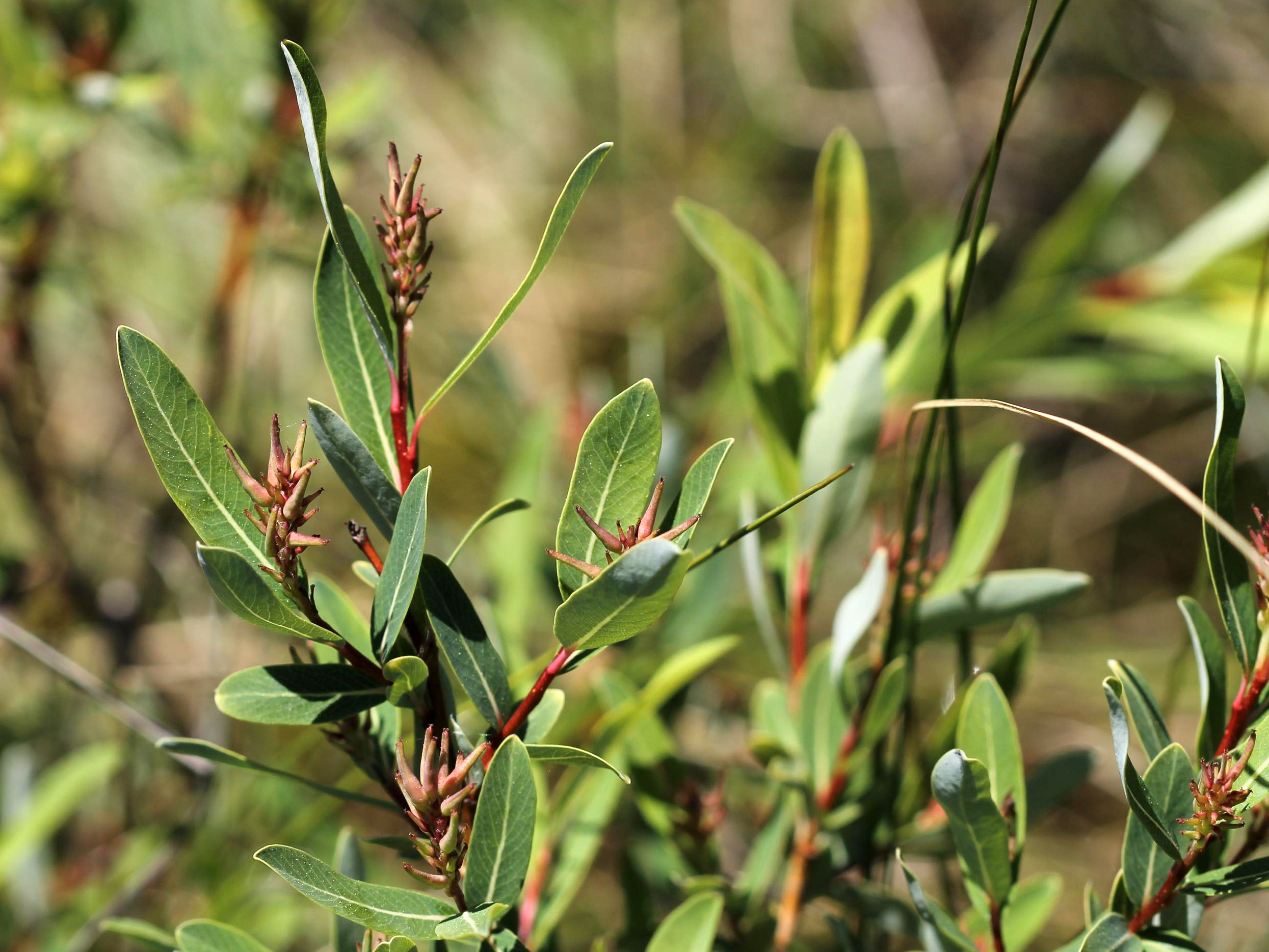
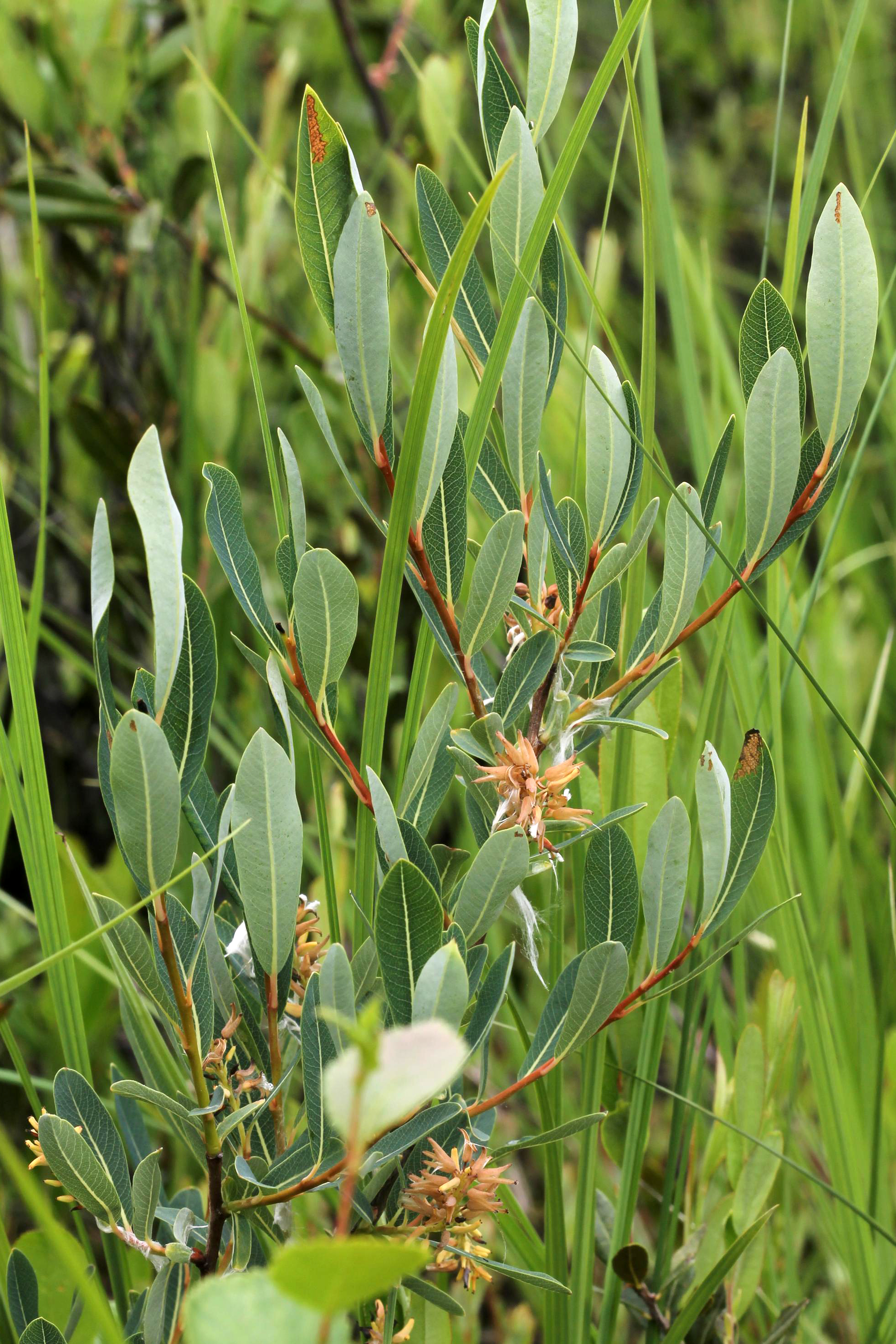